# Freddy Söderberg
Freddy Söderberg, född 8 november 1984, är en svensk före detta fotbollsspelare.
Söderberg började sin karriär i Bors SK, innan han som 16-åring blev upptäckt av Jonas Thern som tog honom till division 1-klubben IFK Värnamo. 2004 värvades Söderberg till Östers IF i Superettan. Inför säsongen 2005 tackade sportchefen/tränaren Leif Widén för sig, och med den nye tränaren Lars Jacobsson så fick Söderberg allt mindre speltid vilket ledde till att Söderberg sommaren 2005 lånades ut till division 2-klubben Myresjö IF.
När kontraktet sedan gick ut med Östers IF så flyttade Söderberg hem till IFK Värnamo. 2006 vann Söderberg Värnamos interna skytteliga med 13 mål. 2007 bildade Söderberg anfallspar med Bujar Ferizi. Under våren gjorde Söderberg 6 mål, men det var under höstsäsongen som det verkligen lossnade och Söderberg gjorde 17 mål, vilket räckte till skytteligaseger i Division 1 Södra med 23 mål.
Söderbergs succé räckte till för att flera klubbar skulle visa intresse. Halmstads BK, Trelleborgs FF, Landskrona BoIS och Hammarby IF drog i anfallaren. Hammarby IF var Söderbergs första val och i november 2007 skrevs ett treårskontrakt. Inför säsongen 2011 valde Freddy Söderberg att inte fortsätta i Hammarby IF utan lämnade klubben.
I januari 2011 skrev Söderberg på ett tvåårskontrakt med sin gamla klubb Östers IF. Där tog det honom bara nio Superettan-matcher att producera fler mål (han gjorde sitt tredje och fjärde mål borta mot Falkenberg) än han gjorde under sin tid i Hammarby. I december 2014 förlängde han sitt kontrakt med två år. I juni 2016 lämnade Söderberg klubben och avslutade sin fotbollskarriär.